# Liao Taizu
Liao Taizu oder auch Yelü Yi (sinisiert) bzw. Abaoji (chinesisch 耶律阿保機, Pinyin Yēlǜ Ābǎojī, auch Apaoka Khan; * 872; † 926) war ein Häuptling des nomadischen Yilastammes innerhalb des Volkes der Kitan, die im Nordosten der heutigen Inneren Mongolei lebten.
Für eine Zeit von drei Jahren als Khagan gewählt, verweigerte Abaoji am Ende seiner Amtszeit ein Ausscheiden und ernannte sich selbst zum König des neu erschaffenen Kitan-Reiches. Nach dem Zusammenbruch der Tang-Dynastie im Jahr 907 gründete Aboaji eine eigene Dynastie im Stil der chinesischen Kaiserdynastien und erhob sich 916 zum Kaiser. Seine Gefolgsleute teilte er in ordos (Kampfeinheiten, ähnlich einer Horde) ein, wobei 12 ordos einen Verwaltungsbezirk bildeten. Er startete im Jahr 924 eine Offensive nach Westen, besiegte dabei die Kirgisen in der Mongolei, schwenkte dann nach Gansu, um Uiguren, Tanguten und Tuyuhun zu unterwerfen. Im Jahr 926 wurde der koreanische Staat Balhae (Parhae) im heutigen Nordostchina und Nordkorea unterworfen.
Abaoji war ein Förderer der Sinisierung seines Stammes und veranlasste den Bau von Klöstern und Tempeln des Buddhismus, Daoismus und Konfuzianismus. Er gründete mehrere Städte, so z. B. Shangjing, dessen Ruinen im Kreis Chifeng erhalten sind. Er verlegte auch die Hauptstadt Dongjing nach der Hauptstadt des Bohai-Reichs, welche befestigt wurde. Sein Sohn Déguāng verlieh ihm postum den Titel Liao Taizu.
| Vorgänger | Amt                                                 | Nachfolger   |
| --------- | --------------------------------------------------- | ------------ |
| —         | Kaiser der Kitan 916–926                            | Liao Taizong |
| Tang Aidi | Kaiser von China (östliche Innere Mongolei) 916–926 | Liao Taizong |